# Armsel Striker
L'Armsel Striker, également connu sous le nom de Sentinel Arms Co Striker-12, Protecta, Protecta Bulldog ou SWD Street Sweeper est un fusil de chasse de calibre 12 avec un cylindre rotatif conçu pour le contrôle des émeutes et le combat.

## Histoire
L'Armsel Striker a été conçu par un ancien ressortissant rhodésien, Hilton R. Walker, en 1981, qui a ensuite émigré en Afrique du Sud. Son fusil de chasse est devenu un succès, malgré ses défauts, et a été exporté dans diverses régions du monde.
Walker a repensé son arme en 1989, changeant le mécanisme de rotation du cylindre et ajoutant un système d'éjection automatique de cartouche. Le nouveau fusil de chasse a été nommé Protecta,.
Une copie du Striker a été faite par l'armurier américain Cobray et commercialisée sous le nom de SWD Street Sweeper de 1989 à 1993.

## Caractéristiques
L'action de l'arme est similaire à celle d'un revolver, utilisant un cylindre rotatif. Étant donné que le Striker utilise une gâchette double action uniquement et un cylindre très gros et lourd (par rapport aux armes de poing), Walker a ajouté un ressort pré-remonté pour faire tourner le chargeur, ce qui s'est avéré ralentir le chargement de l'arme, en échange d'un tirage de détente plus court et plus léger. Les variantes suivantes disposent d'un levier d'armement sur le côté droit du canon, permettant de tourner le cylindre,.
Les premiers modèles ont été critiqués pour leur mécanisme de mise à feu lent et encombrant. Les cartouches devaient être chargées individuellement, puis le ressort du barillet rembobiné. L'éjection des cartouches se faisait par une tige d'éjection le long du côté droit du canon. La dernière version a le ressort du barillet enlevé, la tige d'éjection couplé à un système d'éjection automatique ainsi qu'un levier d'armement qui enroule le tambour automatiquement. Le Striker a une capacité de chargeur de douze coups et une longueur totale courte. Les variantes compactes ont un chargeur de sept coups,,.

## Variantes
- Armsel Striker - le premier design par Hilton Walker.
- Armsel Protecta - Une version améliorée de l'Armsel Striker. Le processus de rechargement a été simplifié et la fiabilité de l'arme a été améliorée[2].
- Armsel Protecta Bulldog — Une version extrêmement raccourcie et sans crosse de l'Armsel Protecta. Conçu pour une utilisation en intérieur ou en véhicule .
- Sentinel Arms Striker-12 - Une copie entièrement sous licence et améliorée de l'Armsel Striker pour le marché américain faite par Sentinel Arms Co. Il était disponible avec un canon de 18 pouces et une version sans crosse de 7 pouces[4].
- Cobray / SWD Street Sweeper - Un clone bas de gamme de l'Armsel Striker, ayant peu de pièces en commun avec le système original.
- Cobray / SWD Ladies Home Companion — Une version au calibre réduit du Streetsweeper. Le mécanisme de détente est attaché à un canon et barillet de calibre .410 ou .45 / 70 Government. [7]